# Omninablautus tolandi
Omninablautus tolandi är en tvåvingeart som först beskrevs av Wilcox 1966.  Omninablautus tolandi ingår i släktet Omninablautus och familjen rovflugor. Inga underarter finns listade i Catalogue of Life.